# Phaonia qingheensis
Phaonia qingheensis este o specie de muște din genul Phaonia, familia Muscidae, descrisă de Xue în anul 1984. Conform Catalogue of Life specia Phaonia qingheensis nu are subspecii cunoscute.